# Teoman (Sänger)

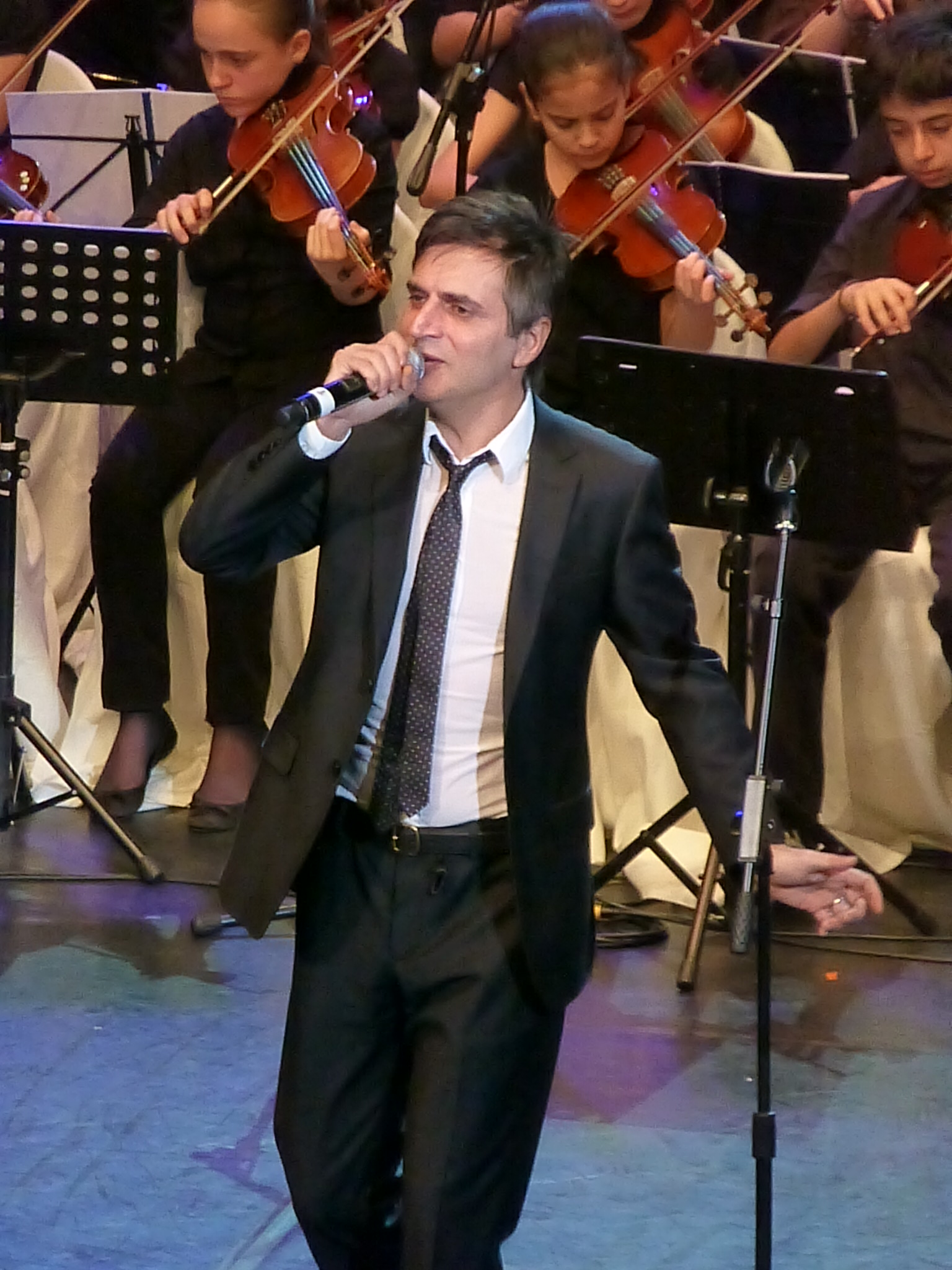
Teoman (2013)

Fazlı Teoman Yakupoğlu (* 20. November 1967 in Alucra, Türkei) ist ein türkischer Rockmusiker.

## Jugend
Bevor Teoman drei Jahre alt wurde, starb sein Vater, der Anwalt war. Teoman wurde von seiner Mutter, seinen Tanten und anderen Frauen aufgezogen. Er las überwiegend Frauenzeitschriften und interessierte sich schon früh für Frauenprobleme. Er studierte Soziologie an der Bosporus-Universität in Istanbul und machte seinen Master in Frauenforschung an der Universität Istanbul.

## Anfänge
Mit Freunden gründete Teoman 1986 seine erste Musikgruppe Indians und war fortan Sänger dieser Band. Nach zahlreichen Konzerten löst sich die Gruppe auf, da ihr nie ein Plattenvertrag angeboten wurde. Daraufhin sang Teoman mit verschiedenen Künstlern für deren Alben und war Sänger unterschiedlicher Musikgruppen. 1996 zeichnete das türkische Plattenlabel Roxy Teoman – unter anderem für seine Titel Ne Ekmek ne de Su und Yollar aus seinem späteren ersten Album – als „beste Komposition“ und „beste Gruppe“ aus.

## Karriere
Diese Auszeichnung führte zu einer größeren Bekanntheit und damit zu Teomans erstem Album Teoman. Seine folgenden Alben O und Onyedi wurden von Rıza Erekli produziert. Obwohl Teoman die meisten Lieder selber schreibt, wurden auch zahlreiche Cover-Versionen zu großen Erfolgen: Gemiler aus O wurde von Orhan Atasoy und Ercüment Vural komponiert; Uykusuz her Gece aus Onyedi ist ein Klassiker von Ajda Pekkan; O Yaz aus Onyedi stammt von Bora Ayanoğlu; das Album Gönülçelen enthält Anlıyorsun değilmi von Barış Manço und Sevdim seni bir kere von Özdemir Erdoğan.
Im Jahr 2000 gewann er einen Altın Kelebek Award in der Kategorie Bester Pop-Sänger.
Teoman schrieb das Drehbuch und den Soundtrack zu dem 2005 erschienenen Film Balans ve Manevra (dt. Gleichgewicht und Manöver). Zudem spielt Teoman in diesem Film eine Rolle und führte Regie.
Des Weiteren spielte er in den Filmen Filler ve Çimen (dt. Elefanten und Gras, 2001), Bank (dt. Bank, 2002), Mumya Firarda (dt. Die Mumie ist ausgebrochen, 2002), Barda (dt. In der Bar, 2007) sowie Romantik (dt. Romantisch, 2007) mit und machte sich somit auch einen Namen als Schauspieler. Zu dem Film Romantik, in dem Teoman neben dem türkischen Star-Schauspieler und Entertainer Okan Bayülgen zu sehen ist, schrieb er den Soundtrack.
Auch arbeitete Teoman mit zahlreichen türkischen Künstlern. Im Jahr 2007 ging Teoman mit dem renommierten türkischen Sänger Bülent Ortaçgil auf Tournee. Des Weiteren nahm er Lieder mit unter anderem Künstlern wie Sezen Aksu, Candan Erçetin, Yalın, Göksel, Hande Yener, İzel, Mirkelam und Yavuz Bingöl auf.
Zu den bekanntesten Liedern Teomans gehören Titel wie Papatya (1996), Kardelen (1998), Gemiler (1998), Paramparça (2000), Onyedi (2000), İki Yabanci (2000), Rüzgar Gülü (2000), Gönülçelen (2001), İstanbul'da Sonbahar (2001), Kupa Kızı ve Sinek Valesi (2003), Duş (2004), Renkli Rüyalar Oteli (2006), Aşk Kırıntıları (2006), Kal (2009), Çoban Yıldızı (2009), Bana Öyle Bakma (2011), Serseri (2015) oder N'apim Tabiatim Böyle (2015).
Die Schriftstellerin Elif Shafak schrieb einen Liedtext für Teoman.

## Diskografie

### Alben
| Studioalben - 1996: Teoman - 1998: O (dt. Sie) - 2000: Onyedi (dt. Siebzehn) - 2001: Gönülçelen (dt. Herzenbrecher) - 2003: Teoman - 2004: En Güzel Hikayem (dt. Meine schönste Geschichte) - 2006: Renkli Rüyalar Oteli (dt. Hotel der bunten Träume) - 2009: İnsanlık Halleri (dt. Menschlichkeiten) - 2011: Aşk & Gurur (dt. Liebe und Stolz) - 2015: Eski Bir Rüya Uğruna (dt. Einem alten Traum zuliebe) - 2021: Gecenin Sonuna Yolculuk - 2022: Rock and Roll - 2023: Aşık Bir Adam - 2024: Ben, zargana, deus ex machina - 2025: Yorgun Yılkı Atları Kompilationen - 2004: Best of Teoman - 2008: Söz Müzik Teoman (dt. Text, Musik Teoman) - 2014: Yavaş Yavaş (dt. Langsam langsam) - 2018: Koyu Antoloji (dt. Dunkle Anthologie) - 2021: Teoman Ve Piyano (dt. Teoman und Klavier) - 2024: Yavaş Yavaş – B - 2024: Yavaş Yavaş – C | Live-Alben - 2007: Konser (mit Bülent Ortaçgil) - 2012: Konserler (dt. Konzerte) - 2021: Tek Başına - 2025: Teoman'ın Koyu Antoloji'si (Konser) Remix-Alben - 2001: Remixler (dt. Remixes) - 2002: İstanbul'da Sonbahar Remixler (dt. „Herbst in Istanbul“ Remixes) - 2003: Kupa Kızı Ve Sinek Valesi Remixler (dt. „Herz-Dame und Kreuz-Bube“ Remixes) - 2005: Duş Remixler (dt. „Dusche“ Remixes) - 2025: Remixler Soundtracks - 2006: Balans ve Manevra (dt. Gleichgewicht und Manöver) - 2007: Romantik (dt. Romantisch) |

### EPs
- 2023: Sevda Mecburi İstikamet
- 2025: Yorgun Yılkı Atları

### Musikvideos
| - 1996: Ne Ekmek Ne De Su - 1997: Papatya (Hintergrundstimme: Özlem Tekin) - 1997: Hepsi Bir Ya Sonunda - 1998: Sus Konuşma - 1998: O - 1999: Bazı Yalanlar - 1999: Gemiler - 2000: Paramparça - 2000: 17 - 2000: İki Yabancı (mit Şebnem Ferah) - 2000: Uykusuz Her Gece - 2001: Gönülçelen - 2002: Anlıyorsun Değil Mi? - 2003: Senden Önce... - 2003: Kupa Kızı ve Sinek Valesi - 2003: Resimdeki Gözyaşları - 2003: Rapsodi İstanbul - 2004: Nefes Nefese - 2004: Güzel Bir Gün | - 2004: Duş - 2004: En Güzel Hikayem (Hintergrundstimme: Şebnem Ferah) - 2006: Dursun Dünya - 2006: Aşk Kırıntıları - 2006: Renkli Rüyalar Oteli - 2009: Sevişirdik Bazen - 2009: Çoban Yıldızı - 2009: Fahişe - 2009: Uçurtmalar - 2009: Ruhun Sarışın - 2011: Tek Başına Dans - 2011: İstanbul'da - 2015: Serseri - 2015: N'apim Tabiatim Böyle - 2016: Limanında - 2022: Koma Hali - 2022: Bir Kış Sabahı - 2022: Sevda Mecburi İstikamet |

### Einzelveröffentlichungen
- 2025: Geceyarısı, sisli deniz...
- 2025: Annecim, eriyorsun, ölüyorsun
- 2025: Mutlu Son
- 2025: Yağmur 2025
- 2024: Yorgun Yılkı Atları
- 2024: Benim Annem Cumartesi
- 2024: Şairin Elinde
- 2024: Düello
- 2023: Alev Alev
- 2023: Nevrozumun Zindanı
- 2022: İnleyen Nağmeler
- 2022: Kalbin Yok Mu?
- 2021: İki Çocuk
- 2019: Rüzgar Gülü 2019
- 2017: Paramparça 2017
- 2013: Haziran
- 2011: Necip

### Zusammenarbeit mit anderen Künstlern
- 1988: Winds Of Change (mit Grup Mirage)
- 1994: Siyah Bulutlar (von Umay Umay – Hintergrundstimme)
- 1996: İyi Gün Dostlarım (von Şebnem Ferah – Hintergrundstimme)
- 1999: Bu Kalp (von Özlem Tekin – Hintergrundstimme)
- 2001: Avucumda Gökyüzü (von Metro – Hintergrundstimme)
- 2001: Mevsim Sonbahar (von Metro – Hintergrundstimme)
- 2001: Çok Erken (von Metro – Hintergrundstimme)
- 2001: Siyah Kadın (von Metro – Hintergrundstimme)
- 2001: Son Gidişim (von Metro – Hintergrundstimme)
- 2001: Sahte (von Metro – Hintergrundstimme)
- 2006: Bir Günde Yalnızlık (mit Tanju Eren)
- 2006: Bir An İçin (mit Tanju Eren)
- 2007: A Drinking Song (mit Dolapdere Big Gang)
- 2007: Zehr-i Zakkum (mit Zakkum)
- 2007: Taş Bebek (mit Göksel & Ferman Akgül) auf dem Album Ay'da Yürüdüm
- 2009: Arsız (mit Hande Yener) auf dem Album Hayrola
- 2009: Kal (mit Atiye Deniz) (dt. Bleib) auf dem Album Atiye
- 2010: Yakın Ölüm Deneyimi (mit Rashit)
- 2010: Palavra (mit Göksel)
- 2010: Prison Song (mit Gökcan Sanlıman)
- 2011: Portakal Orda Kal (mit Ömür Gedik)
- 2011: Sensiz Olmaz (mit Nilüfer) auf dem Album 12 Düet
- 2011: Koy Koy Koy (mit Ozan Doğulu) auf dem Album 130 BPM Allegro
- 2011: Dönence (mit Kurtalan Ekspres) auf dem Album Göğe selam
- 2013: İki Zavallı Kuş (mit Aylin Aslım)
- 2016: İki Aşk (mit İrem Candar)
- 2021: Robot Kozmonot (mit Kalben)
- 2021: Nasıl Güzel (mit Sufle) (Cover von Summer Wine)
- 2022: Kuscam Böyle (mit Güney Marlen)
- 2023: Soluklan Dudaklarımda (mit Hande Mehan)
- 2023: Beni Her Yerden Engellemiş (mit Cakal)
- 2023: İmiş, Bahçede (mit Genco Arı)
- 2023: Denizdeyim (mit Olta)
- 2024: Duş (mit Faruk Sabancı)
- 2024: Kızımın Babasıydım (mit Genco Arı)
- 2025: Senin Yüzünden (mit Can Baydar)

### Beiträge auf Compilations
- 2024: Hancı (Original von Tanju Okan)
- 2024: Ölüyorum Ellerinde (Original von Cem Adrian)
- 2023: Dostlarım (Original von Selami Şahin)
- 2020: Yaz Yanığı (Original von Murathan Mungan)
- 2020: Firuze (Original von Attila Özdemiroğlu)
- 2020: Farkındayım (Original von Sabih Cangil)
- 2018: Tamirci Çırağı (Original von Cem Karaca)
- 2017: Bosu Boşuna (Original von Mahzuni Şerif)
- 2017: Hatıralar (Original von Mirkelam)
- 2016: İstanbul'u Dinliyorum (Original von Zülfü Livaneli)
- 2014: Acılara Tutunmak (Original von Ahmet Kaya)
- 2008: Serserim Benim (Original von Uzay Heparı)
- 2005: Bu Biçim (Original von Cem Karaca)
- 2005: Bu Son Olsun Bu Son (mit Haluk Levent & Suavi) (Original von Cem Karaca)
- 2004: Ağır Kapı (Original von Murathan Mungan)
- 2002: Anliyorsun Değil mi? (Original von Barış Manço)
- 2000: Yağmur (Original von Bülent Oraçgil)

## Filmografie
Filme
- 2002: Mumya Firarda
- 2005: Balans ve Manevra
- 2007: Romantik

## Auszeichnungen
- 2000: Altın Kelebek Award in der Kategorie Bester Pop-Sänger
- 2001: Kral Türkiye Müzik Award in der Kategorie Bester Rockmusiker
- 2002: Kral Türkiye Müzik Award in der Kategorie Bester Rockmusiker
- 2003: Kral Türkiye Müzik Award in der Kategorie Bestes Musikvideo (für İstanbul'da Sonbahar)